# Stany Zjednoczone na Zimowych Igrzyskach Olimpijskich 1948
Stany Zjednoczone na Zimowych Igrzyskach Olimpijskich 1948 reprezentowało 69 zawodników: 59 mężczyzn i dziesięć kobiet. Był to piąty start reprezentacji Stanów Zjednoczonych na zimowych igrzyskach olimpijskich.

## Zdobyte medale
| Medal  | Zawodnik                                                      | Dyscyplina            | Konkurencja             | Rezultat |
| ------ | ------------------------------------------------------------- | --------------------- | ----------------------- | -------- |
| Złoto  | Francis Tyler, Patrick Martin, Edward Rimkus, William D’Amico | Bobsleje              | czwórki mężczyzn        | 5:20,10  |
| Złoto  | Richard Button                                                | Łyżwiarstwo figurowe  | soliści                 | 191,177  |
| Złoto  | Gretchen Fraser                                               | Narciarstwo alpejskie | slalom specjalny kobiet | 1:57,2   |
| Srebro | Kenneth Bartholomew                                           | Łyżwiarstwo szybkie   | bieg na 500 m           | 43,2     |
| Srebro | Robert Fitzgerald                                             | Łyżwiarstwo szybkie   | bieg na 500 m           | 43,2     |
| Srebro | Gretchen Fraser                                               | Narciarstwo alpejskie | kombinacja kobiet       | 6,95     |
| Srebro | Jack Heaton                                                   | Skeleton              | mężczyźni               | 5:24,6   |
| Brąz   | Frederick Fortune, Schuyler Carron                            | Bobsleje              | dwójki mężczyzn         | 5:35,30  |
| Brąz   | James Bickford, Thomas Hicks, Donald Dupree, William Dupree   | Bobsleje              | czwórki mężczyzn        | 5:21,50  |

## SKład kadry

### Biegi narciarskie
Mężczyźni
| Zawodnik          | Konkurencja   | czas    | Pozycja |
| ----------------- | ------------- | ------- | ------- |
| Wendell Broomhall | Bieg na 18 km | 1:31:40 | 65.     |
| Don Johnson       | Bieg na 18 km | 1:32:03 | 66.     |
| Ralph Townsend    | Bieg na 18 km | 1:37:12 | 74.     |
| Corey Engen       | Bieg na 18 km | 1:37:24 | 75.     |
| Gordon Wren       | Bieg na 18 km | 1:40:12 | 77.     |

### Bobsleje
Mężczyźni
| Osada | Zawodnik                                                   | Konkurencja | Ślizg 1 | Ślizg 2 | Ślizg 3 | Ślizg 4 | Łącznie | Pozycja |
| ----- | ---------------------------------------------------------- | ----------- | ------- | ------- | ------- | ------- | ------- | ------- |
| USA-1 | Tuffy Latour Leo Martin                                    | Dwójki      | 1:24,9  | 1:24,8  | 1:24,1  | 1:25,4  | 5:39,2  | 9.      |
| USA-2 | Frederick Fortune Schuyler Carron                          | Dwójki      | 1:25,5  | 1:24,1  | 1:22,5  | 1:23,2  | 5:35,3  | brąz    |
| USA-1 | James Bickford Thomas Hicks Donald Dupree William Dupree   | Czwórki     | 1:17,4  | 1:20,7  | 1:21,8  | 1:21,6  | 5:21,5  | brąz    |
| USA-2 | Francis Tyler Patrick Martin Edward Rimkus William D’Amico | Czwórki     | 1:17,1  | 1:19,6  | 1:21,4  | 1:22,0  | 5:20,1  | złoto   |

### Hokej na lodzie
Reprezentacja mężczyzn
| - Allan Opsahl - Bruce Mather - Bruce Cunliffe - Donald Geary - Frederick Pearson - Goodwin Harding - Herbert Vaningen |  | - John Kirrane - John Riley - John Garrity - Ralph Warburton - Robert Baker - Robert Boeser - Stanton Priddy |

Reprezentacja Stanów Zjednoczonych została zdyskwalifikowana.

### Tabela końcowa
| Drużyna           | M | Mecze | Mecze | Mecze | Bramki | Bramki | Bramki | Pkt | Uwagi           |
| Drużyna           | M | W     | R     | P     | +      | -      | +/-    | Pkt | Uwagi           |
| ----------------- | - | ----- | ----- | ----- | ------ | ------ | ------ | --- | --------------- |
| Kanada            | 8 | 7     | 1     | 0     | 69     | 5      | +64    | 15  |                 |
| Czechosłowacja    | 8 | 7     | 1     | 0     | 80     | 18     | +62    | 15  |                 |
| Szwajcaria        | 8 | 6     | 0     | 2     | 67     | 21     | +46    | 12  |                 |
| Szwecja           | 8 | 4     | 0     | 4     | 55     | 28     | +27    | 8   |                 |
| Wielka Brytania   | 8 | 3     | 0     | 5     | 39     | 47     | -8     | 6   |                 |
| Polska            | 8 | 2     | 0     | 6     | 29     | 97     | -68    | 4   |                 |
| Austria           | 8 | 1     | 0     | 7     | 33     | 77     | -44    | 2   |                 |
| Włochy            | 8 | 0     | 0     | 8     | 24     | 156    | -132   | 0   |                 |
| Stany Zjednoczone | 8 | 5     | 0     | 3     | 86     | 33     | +53    | 10  | Dyskwalifikacja |

Wyniki
| 30 stycznia 1948 | Szwajcaria | 5:4 | Stany Zjednoczone |  |

|  |  |  |  |  |

| 31 stycznia 1948 | Stany Zjednoczone | 23:4 | Polska |  |

|  |  |  |  |  |

| 1 lutego 1948 | Stany Zjednoczone | 31:1 | Włochy |  |

|  |  |  |  |  |

| 3 lutego 1948 | Stany Zjednoczone | 5:2 | Szwecja |  |

|  |  |  |  |  |

| 5 lutego 1948 | Kanada | 12:3 | Stany Zjednoczone |  |

|  |  |  |  |  |

| 6 lutego 1948 | Stany Zjednoczone | 13:2 | Austria |  |

|  |  |  |  |  |

| 7 lutego 1948 | Stany Zjednoczone | 4:3 | Wielka Brytania |  |

|  |  |  |  |  |

| 8 lutego 1948 | Czechosłowacja | 4:3 | Stany Zjednoczone |  |

|  |  |  |  |  |

### Kombinacja norweska
Mężczyźni
| Zawodnik       | Konkurencja   | Bieg narciarski | Bieg narciarski | Bieg narciarski | Skoki narciarskie | Skoki narciarskie | Skoki narciarskie | Skoki narciarskie | Skoki narciarskie | Łącznie | Pozycja |
| Zawodnik       | Konkurencja   | Czas biegu      | Pozycja         | Punkty          | Skok 1            | Skok 2            | Skok 3            | Punkty            | Pozycja           | Łącznie | Pozycja |
| -------------- | ------------- | --------------- | --------------- | --------------- | ----------------- | ----------------- | ----------------- | ----------------- | ----------------- | ------- | ------- |
| Corey Engen    | Indywidualnie | 1:37:24         | 34.             | 132,00          | 65,5              | 59,0              | 64,0              | 214,8             | 3.                | 346,8   | 26.     |
| Donald Johnson | Indywidualnie | 1:32:03         | 28.             | 157,50          | 57,0              | 56,5              | 59,0              | 187,6             | 27.               | 345,1   | 27.     |
| Gordon Wren    | Indywidualnie | 1:40:12         | 36.             | 120,00          | 67,5 (upadek)     | 68,5              | 66,0              | 220,2             | 2.                | 340,2   | 29.     |
| Ralph Townsend | Indywidualnie | 1:37:12         | 33.             | 138,00          | 54,5              | 61,0              | 58,0              | 188,7             | 24.               | 326,7   | 33.     |

### Łyżwiarstwo figurowe
| Zawodnik                    | Konkurencja   | Nota    | Pozycja |
| --------------------------- | ------------- | ------- | ------- |
| Yvonne Sherman              | Solistki      | 149,833 | 6.      |
| Gretchen Merrill            | Solistki      | 148,466 | 8.      |
| Eileen Seigh                | Solistki      | 144,111 | 11.     |
| Dick Button                 | Soliści       | 191,177 | złoto   |
| John Lettengarver           | Soliści       | 176,400 | 4.      |
| James Grogan                | Soliści       | 168,711 | 6.      |
| Yvonne Sherman Bob Swenning | Pary sportowe | 10,581  | 4.      |
| Karol Kennedy Peter Kennedy | Pary sportowe | 10,536  | 6.      |

### Łyżwiarstwo szybkie
Mężczyźni
| Zawodnik            | Konkurencja   | Konkurencja   | Konkurencja    | Konkurencja    | Konkurencja    | Konkurencja    | Konkurencja      | Konkurencja      |
| Zawodnik            | Bieg na 500 m | Bieg na 500 m | Bieg na 1500 m | Bieg na 1500 m | Bieg na 5000 m | Bieg na 5000 m | Bieg na 10 000 m | Bieg na 10 000 m |
| Zawodnik            | Czas          | Miejsce       | Czas           | Miejsce        | Czas           | Miejsce        | Czas             | Miejsce          |
| ------------------- | ------------- | ------------- | -------------- | -------------- | -------------- | -------------- | ---------------- | ---------------- |
| Kenneth Bartholomew | 43,2          | srebro        |                |                |                |                |                  |                  |
| Robert Fitzgerald   | 43,2          | srebro        | 2:27,0         | 28.            |                |                |                  |                  |
| Ken Henry           | 43,3          | 5.            | 2:24,6         | 22.            | 8:56,0         | 18.            |                  |                  |
| Delbert Lamb        | 43,6          | 6.            |                |                |                |                |                  |                  |
| John Werket         |               |               | 2:20,2         | 6.             |                |                | 19:44,0          | 11.              |
| Raymond Blum        |               |               | 2:23,4         | 20.            | 8:54,4         | 17.            |                  |                  |
| Louis Rupprecht     |               |               |                |                | 8:54,4         | 21.            | 21:20,3          | 17.              |
| Richard Solem       |               |               |                |                | 9:10,4         | 27.            | 26:22,4          | 19.              |
| Arthur Seaman       |               |               |                |                |                |                | 21:34,8          | 18.              |

### Narciarstwo alpejskie
Mężczyźni
Zjazd
| Zawodnik         | Czas   | Miejsce |
| ---------------- | ------ | ------- |
| Jack Reddish     | 3:12,3 | 26.     |
| Richard Movitz   | 3:25,2 | 42.     |
| Stephen Knowlton | 3:26,2 | 43.     |
| Robert Blatt     | 3:27,4 | 44.     |
| Harold Jennings  | 3:28,2 | 45.     |
| Robert McLean    | 3:30,1 | 47.     |

Slalom specjalny
| Zawodnik         | Czas 1-go przejazdu | Czas 2-go przejazdu | Łączny czas | Pozycja |
| ---------------- | ------------------- | ------------------- | ----------- | ------- |
| Jack Reddish     | 1,11,0              | 1:04,5              | 2:15,5      | 7.      |
| Stephen Knowlton | 1:12,9              | 1:07,6              | 2:20,5      | 16.     |
| Colin Stewart    | 1:15,3              | 1:08,8              | 2:24,1      | 20.     |
| Robert McLean    | 1:20,5              | 1:07,6              | 2:28,1      | 24.     |

Kombinacja
| Zawodnik         | Zjazd  | Zjazd   | Zjazd  | Slalom              | Slalom              | Slalom  | Slalom | Łącznie | Łącznie |
| Zawodnik         | Czas   | Pozycja | Punkty | Czas 1-go przejazdu | Czas 2-go przejazdu | Pozycja | Punkty | Punkty  | Pozycja |
| ---------------- | ------ | ------- | ------ | ------------------- | ------------------- | ------- | ------ | ------- | ------- |
| Jack Reddish     | 3:12,3 | 19.     | 9,71   | 1:14,1              | 1:08,8              | 8.      | 3,53   | 13,24   | 12.     |
| Stephen Knowlton | 3:26,2 | 31.     | 17,32  | 1:15,5              | 1:14,0              | 17.     | 6,43   | 23,75   | 25.     |
| Robert McLean    | 3:30,1 | 34.     | 19,42  | 1:16,4              | 1:11,5              | 15.     | 5,73   | 25,15   | 26.     |
| Robert Blatt     | 3:27,4 | 32.     | 18,09  | 1:15,6              | 1:21,4              | 23.     | 9,74   | 27,83   | 29.     |

Kobiety
Zjazd
| Zawodnik             | Czas   | Miejsce |
| -------------------- | ------ | ------- |
| Brynhild Grasmoen    | 2:36,0 | 12.     |
| Gretchen Fraser      | 2:37,1 | 13.     |
| Ruth-Marie Stewart   | 2:42,0 | 20.     |
| Rebecca Cremer       | 2:44,2 | 22.     |
| Paula Kann           | 2:49,0 | 28.     |
| Andrea Mead-Lawrence | 3:03,1 | 35.     |

Slalom specjalny
| Zawodnik             | Czas 1-go przejazdu | Czas 2-go przejazdu | Łączny czas | Pozycja |
| -------------------- | ------------------- | ------------------- | ----------- | ------- |
| Gretchen Fraser      | 59,7                | 57,5                | 1:57,2      | złoto   |
| Andrea Mead-Lawrence | 1:05,1              | 1:03,7              | 2:08,8      | 8.      |
| Brynhild Grasmoen    | 1:05,6              | 1:04,0              | 2:09,6      | 9.      |
| Paula Kann           | 1:07,8              | 1:02,0              | 2:09,8      | 11.     |

Kombinacja
| Zawodnik             | Zjazd  | Zjazd   | Zjazd  | Slalom              | Slalom              | Slalom  | Slalom | Łącznie | Łącznie |
| Zawodnik             | Czas   | Pozycja | Punkty | Czas 1-go przejazdu | Czas 2-go przejazdu | Pozycja | Punkty | Punkty  | Pozycja |
| -------------------- | ------ | ------- | ------ | ------------------- | ------------------- | ------- | ------ | ------- | ------- |
| Gretchen Fraser      | 2:37,1 | 11.     | 5,50   | 1:01,8              | 59,2                | 2.      | 1,45   | 6,95    | srebro  |
| Ruth-Marie Stewart   | 2:42,0 | 16.     | 8,58   | 1:09,8              | 1:06,6              | 12.     | 9,15   | 17,73   | 16.     |
| Rebecca Cremer       | 2:44,2 | 17.     | 10,11  | 1:09,4              | 1:12,5              | 20.     | 11,90  | 22,01   | 17.     |
| Andrea Mead-Lawrence | 3:03,1 | 27.     | 22,14  | 1:03,8              | 1:11,7              | 11.     | 8,70   | 30,84   | 21.     |

### Skeleton
Mężczyźni
| Zawodnik        | Ślizg 1 | Ślizg 2 | Ślizg 3 | Ślizg 4             | Ślizg 5 | Ślizg 6 | Łącznie                  | Pozycja                  |
| --------------- | ------- | ------- | ------- | ------------------- | ------- | ------- | ------------------------ | ------------------------ |
| Jack Heaton     | 48,1    | 47,4    | 47,7    | 1:00,0              | 1:00,2  | 1:01,2  | 5:24,6                   | srebro                   |
| William Martin  | 47,8    | 49,2    | 48,2    | 1:00,7              | 1:01,6  | 1:00,5  | 5:28,0                   | 4.                       |
| Mac MacCarthy   | 48,8    | 48,3    | 49,4    | 1:03,6              | 1:02,7  | 1:02,7  | 5:35,5                   | 8.                       |
| William Johnson | 47,7    | 48,4    | 48,0    | Nie ukończył ślizgu | -       | -       | Nie ukończył konkurencji | Nie ukończył konkurencji |

### Skoki narciarskie
Mężczyźni
| Skoczek         | Skok 1    | Skok 2        | Nota  | Pozycja |
| Skoczek         | odległość | odległość     | Nota  | Pozycja |
| --------------- | --------- | ------------- | ----- | ------- |
| Gordon Wren     | 68,0      | 68,5          | 222,8 | 5.      |
| Sverre Fredheim | 66,0      | 65,0          | 210,1 | 12.     |
| Joe Perrault    | 61,0      | 67,0          | 207,0 | 15.     |
| Walter Bietila  | 61,0      | 64,0 (upadek) | 142,9 | 42.     |